# Podlužany, Levice
Podlužany este o comună slovacă, aflată în districtul Levice din regiunea Nitra. Localitatea se află la altitudinea de 174 m deasupra n.m., se întinde pe o suprafață de 8,75 km2 și în 2017 număra 762 de locuitori.

## Istoric
Localitatea Podlužany este atestată documentar din 1255.

## Demografie
| An:                | 1994 | 2004   | 2014   | 2024   |
| ------------------ | ---- | ------ | ------ | ------ |
| Număr de persoane: | 777  | 764    | 773    | 759    |
| Diferență:         |      | −1,67% | +1,17% | −1,81% |

| An:                | 2023 | 2024   |
| ------------------ | ---- | ------ |
| Număr de persoane: | 762  | 759    |
| Diferență:         |      | −0,39% |